# 美澄玲衣
美澄 玲衣（みすみ れい、7月22日生）は、日本のAV女優。バンビプロモーション所属。

## 略歴・人物
2022年10月にAVデビュー。
趣味はお菓子作り、特技はスポーツ。
2023年12月18日週FANZA通販フロアランキングにて、出演した『【SP特典版】「制服・下着・全裸」でおもてなし またがりオマ○コ航空 圧巻総勢11名＋特別講師1名による2023年度新人CA大型研修編 総尺200分収録6＋1セクション』（SODクリエイト）が初登場10位を記録。
2024年9月14日、台湾・JKFが共催のもと、日本初のセクシー女優のみで行うプール撮影会『TREND GIRLS 撮影会 2024』に参加。「フリフリで可愛い」と報道された。TREND GIRLSファッションショーにも参加し、メイドスタイルでランウェイを歩いた。
同年12月1日に東京・レフカダ新宿「コスプレ大宴会vol.4」に出演。

## 作品

### アダルトビデオ -DVD-
- 美容も仕事もHもストイックな気品のある丸の内OL 僕らには手の届かない才色兼備 AV Debut（10月11日、アイデアポケット）
- 丸の内某有名企業で働く定時で帰る刺激が欲しい巨乳OL はじめてのナマ中出し（10月25日、本中）

- 1K中出し部屋呑みドキュメント Fカップの透明肌23歳新人・美澄玲衣ちゃん（3月7日、パコパコ団とゆかいな仲間たち/妄想族）※Blu-ray Disc版 同時発売
- マジックミラー号 都内有数のお嬢様大学に通う高学歴女子大生に 100の淫語を言わせたら、純白のパンツに染みをつくってしまうのか検証!! …結果、自らち○ぽを求めてしまうほどに発情、前戯不要な濡れ濡れま○こに生挿入!?（3月9日、SODクリエイト）※「ゆりあ」名義
- 予約半年待ちリピ率100% 某メンズエステ店 密室×密着 イキ過ぎた禁断サービス 10（3月10日、DOC）
- マジックミラー 秋葉原 J●のぞき部屋 裏オプ 生本番VIPルームサービス 2（4月6日、素人39）
- 顔出し解禁!! マジックミラー便 3分前まで女子○校生! 〜2023年〜 卒業式直後に初めての素股編 総勢20人全員SEXスペシャル! ギンギンに勃起したち○ぽを赤面まんコキ! 恥じらいながらも濡れてしまった10代うぶオマ○コにヌルっと挿入で激イキ絶頂!! 2枚組10時間!!（4月18日、DEEP'S）
- 「私、中派になっちゃった…」 エロス覚醒!全力イクイク膣中イキ!! 〜中イキ未経験の素人女子大生をガチナンパ!「チ○ポでイってみませんか?」デカチンでマ○コぶっ飛ぶまで高速激ピストン!激しさの向こう側へ イクイク連続中出しセックス〜（4月28日、赤面女子）
- 2023年度 SOD女子社員全裸入社式 立派に実ったフレッシュ新卒生10名＋1名の先輩社員が今年も有無を言わさずカメラの前で全員全裸に！全員の初撮りセックスまでバッチリ収録！ ずっと羞恥の2枚組7時間超SP（5月11日、SODクリエイト）
- アナル丸見え 固定バイブまんぐり絶頂我慢チャレンジ! ナンパしたJ系女子が固定バイブ1000秒耐久ミッション! 尻穴ヒクつかせて絶頂したら種付けプレス罰ゲーム!（5月16日、はじめ企画）※「うた」名義
- 顔出しMM号 仲良し女友達限定 ザ・マジックミラー 女子大生2人組が「童貞筆おろし脱出ゲーム」に挑戦! 2 恥じらいながらも我慢汁ダラダラの童貞チ○ポに興奮しちゃったJD2人のチ○ポ奪いあいハーレム3P!最後はW生中出し!（6月6日、DEEP'S）※「ひな」名義
- 数学よりチ○ポしゃぶるのが得意! ニーハイ女子○生とエッチなお勉強しよ! 家庭教師を若さ溢れるカラダで誘惑!勉強そっちのけでパコパコしちゃおう!（6月8日、SWITCH）
- 素人女子大生が挑戦! 乳首敏感早漏体質改善プロジェクト! 凄テクAV男優のイっても止めないチクストで変態女子に大変身! 常に乳首でイキながら連続中出しSEX（6月9日、赤面女子）
- 意識高い系の人妻が夫に内緒で裏バイトチャレンジ! 固定バイブ下着モデル ランジェリー姿で羞恥ポージングできたら100万円! 失禁&アクメ潮出ちゃったら即ズボ罰ゲーム!（6月20日、はじめ企画）※「すみか」名義
- 素人ヘアヌード大図鑑～パイパン美女編（6月27日、S級素人）
- 神業ハンドテクで何度も射精させて過激な裏オプションで生ハメ中出しまでさせてくれる黒パンスト人妻メンエス店の一部始終（7月4日、変態紳士倶楽部）
- マンション型高級メンズエステ※卑猥施術中出し裏オプション※完全盗撮5（7月6日、素人39）
- 接吻マジックミラー号 はじめての3分間ディープキスで理性とマ◎コが蕩けてしまった敏感J○は唾液ダラダラ濃密ベロちゅうSEXしてしまうのか?（7月6日、ナチュラルハイ）
- 生中痴漢集団 6 女子○生SP（7月6日、ナチュラルハイ）
- 素人女子大生が高額バイト代につられてヌードデッサンモデルに！マ○コのビラビラまで丁寧に描かれる視姦の羞恥にマ○コはグッショリ！生で挿入されてイキまくり！ 5（7月6日、アイエナジー）
- レズに堕ちていく私 〜一寸先はレズ地獄〜 美澄玲衣 結城りの（7月11日、ビビアン）
- 夏だ//海だ//水着ギャルだ// 湘南ビーチのビキニが眩しい素人お嬢さん! 童貞君のオナニーのお手伝いしてくれませんか? こぼれおちそうなおっぱい&ムチムチヒップに童貞鼻血ブーww暴発しちゃう元気な童貞ち○ぽにエチエチサマーGirlが筆おろし&生中出し 2（7月14日、赤面女子）
- 媚薬チ○ポを即ハメされ仕事中にもかかわらず絶頂が止まらないタイトスカート美尻OL 2（7月20日、ナチュラルハイ）
- 妄想アイテム究極進化シリーズ 絶対遵守!等価交換契約書（7月20日、ROCKET）
- 病院中の男のアナルを犯す天才S痴女ナースがいるM性感クリニック 美澄玲衣（7月25日、MEGAMI）
- ヘアヌード大図鑑～真夏のビキニ美少女編（7月25日、S級素人）
- クラスの女子が僕の秘蔵のオナホを見つけ、オナホ使うところ見せてよ! 勃起しないと無理だよ! じゃ私の黒タイツパンツ見たら勃起する?と、まさかの神展開ゲットだぜ!（8月10日、SWITCH）
- 窓際露出 誰かの視線に晒す羞恥輪姦調教 美澄玲衣（8月22日、AVS collector’s）
- 痴女でM男好きな小悪魔彼女のアナル責めを僕は何年もずっと遠くから見ていた。（9月5日、M男パラダイス）
- ブルマ穿いて欲しいんでしょ! この変態さん! 東京から来た従姉妹がエッチな女子○生に成長してた編 どうしてもお従兄ちゃんとエッチしたい従姉妹が、従兄の隠していたブルマ体操着を発見!! 従姉妹のブルマ体操着姿にフル勃起して、ラブラブしまくった!（9月7日、SWITCH）
- 完全着衣 ハイレグFUCK 美澄玲衣（9月19日、ミル）
- 口マ○コと舌使いがエッチ過ぎる。エロにオープン美少女 美澄玲衣（9月19日、S-Cute）※配信作品『れい』(scute1408)のDVD版。
- オジサンを見下す糞生意気なメスガキを徹底的に理解らせる。 若さを売りにするパ●活制服女子がオジサンの事を完全にナメていたのでこっそりコンドームを外して生チ●ポで強制快楽責め。 約束の時間を超えて徹底的にイカせて●して理解らせた。 玲衣（9月19日、無垢）
- 顔出し解禁!! マジックミラー便 一流百貨店に勤務する清楚で品格漂う美容部員さん 初めてのじゅぼじゅぼバキュームノーハンドフェラ編 vol.02 総発射12発! 6人全員SEXスペシャル!! 上品なお姉さんが心を込めてチ○ポをしゃぶり尽くす神フェラSEX（9月19日、DEEP'S）
- 素人バラエティそれなーっ! こっそり媚薬で勝手に性欲覚醒? 夏休みパリピJDがビキニで挑戦するヌルっヌルオイルマッサージ! いやだ勃起しちゃう… 凸ったビーチク & クリトリスを激震電マで執拗に愛撫、ガニ股失禁イキ潮ブッシャーッ!（9月21日、サディスティックヴィレッジ）※配信版は8月24日先行リリース。
- 本物素人ガチナンパ! 【検証】『一般人をず～とイカせ続けるとAV女優よりもヤバい事になる説』 潮潮潮の大量失禁閲覧注意 清楚女子大生のありえない連続中出しSEX（9月22日、赤面女子）
- 【素人個撮】どこでもフェラチオ6 激レア美少女10名（9月26日、S級素人）
- 美白ボディ美女はベロチュー大好き! 美澄玲衣と台本なしのぶっつけ本番!!（10月5日、プラネットプラス）
- 投稿実話 マジックミラー寝取られセックス3（10月10日、ながえSTYLE）
- Wサキュバス降臨! 美乳VS美尻 淫魔界の派閥争いに巻き込まれカラカラになるまで種絞りされたボク（10月10日、BALTAN）
- 温泉媚薬中出し痴漢（10月12日、ナチュラルハイ）
- 出張女子社員性欲剥き出しオナニー ビジネスホテル覗き（10月15日、プリモ）
- 完全着衣 誘惑Wレースクイーン（10月17日、ミル）
- とっても美人で優しいナースさんに敏感過ぎて暴発しちゃう早漏チ〇ポの改善をお願いしました! めちゃくちゃかわいいナースさんが男の性のお悩み相談 & 早漏診療! なしくずしで生ハメ中出しまで!（10月26日、アイエナジー）※配信作品『とっても美人で優しいナースさんに敏感過ぎて暴発しちゃう早漏チ○ポの改善をお願いしました! めちゃくちゃかわいいナースさんが男の性のお悩み相談 & 早漏診療! なしくずしで生ハメ中出しまで! れいさん』(ienfh29303)を収録。
- アナルのシワの数までハッキリわかる! ノーモザイク連続絶頂アナル見せオナニー 19（10月26日、アイエナジー）
- サイバー戦隊ジャスティオン ホワイトバニー 美肉実験室（10月27日、GIGA）
- お兄ちゃんカワイイでしょ? モフモフする? 妹がエロコスだとは知らずに買ってきて、着替えているのを発見! ハミ乳! ハミ尻肉! 獣耳!を見て勃起した僕を誘惑してくるからナデナデよしよしパンパンした!（11月9日、SWITCH）
- 黙尺 アナル舐め手コキも大好き 呼べばケツの穴まで舐めてくれるご奉仕メイドの超唾液フェラ（11月23日、ナチュラルハイ）
- 素人ヘアヌード大図鑑～都内難関私立大学在学中 清楚な無毛女子大生編（11月28日、S級素人）
- 昼間は司書、夜はオジサンのいいなりセフレちゃん!!（12月5日、プラネットプラス）
- カフェ娘連鎖痴漢 6 + 再会カフェ連鎖痴漢 2枚組SP（12月7日、ナチュラルハイ）
- 「卒業記念に残したいメモリアルヌードフォト」大学卒業間近の素人女子大生をナンパし、絶倫チ○ポ男と素肌密着撮影会で中出し検証! カチカチに反り返ったチ○ポがマ○コまで1cmに超接近して赤面発情!? そのまま中出し!! 8発（12月8日、赤面女子）
- 顔出しMM号 女子○校生限定 ザ・マジックミラー 放課後の女子○校生が初めての黒タイツ履きっぱなしイキ潮体験! 濡れシミができるほど黒タイツの中で手マンされ連続イキ漏らししたキツキツオマ○コに大人のデカチン挿入!!（12月19日、DEEP'S）

- 競泳水着J系鬼畜集団水責めレ×プ（仮名）れい（1月2日、山と空/妄想族）
- 入院生活が長すぎて無防備な新人ナースのぱつぱつスケパン尻で毎日勃起してしまう僕 6（1月5日、LEO）
- パコ撮りNo.104 全ての円オジを虜にする生SEX好きな小悪魔美少女 れいちゃん（1月12日、First Star）
- 美人姉と絶倫弟・絶倫兄と美人妹インフルエンサーが視聴回数を稼ぐためエロゲームに挑戦したらガチ発情! 近親連続中出しLIVE配信! 王様ゲーム・椅子取りゲーム・ 野球拳（1月15日、ピーターズ）
- 俺が生徒会長になれたら告白しようと思っていた好きな子を、滑り込みで立候補してきた男に奪われた（1月23日、かぐや姫Pt/妄想族）
- ＃フォロー & いいねでマン凸 自撮りオナニーで承認欲求満たす裏アカJ●にDM送って無許可中出しオフパコ記録（1月23日、MOODYZ）
- 顔出しMM号 女子○校生限定 ザ・マジックミラー 初めての恥じらい青空発育診断! 3 まだまだ発育中の巨乳J○を全裸にしておま○こやアナルをじ～っくり視姦! ドキドキ興奮しちゃった女子○校生にデカチン生挿入! 全員生中出し!!（1月23日、DEEP'S）※配信版は1月12日先行リリース。
- 素人せふれイチャラブ中出し VOL.3 レイ & ニイナ（1月25日、月刊彼女）
- 「制服・下着・全裸」でおもてなし またがりオマ○コ航空 圧巻総勢11名 + 特別講師1名による2023年度新人CA大型研修編 総尺165分収録6セクションの集団おま〇こキャビンレッスン（1月25日、SODクリエイト）※配信版は2023年12月19日先行リリース。
- ヒロインを倒せ! ボクの考えた最強怪人 寄生植物怪人パラサイタス VS ワイルドホワイト（1月26日、GIGA）
- ひとりで泳いでいた水着娘がマナーの悪いDQNスイマーにプール痴○され中出し輪○で屈辱イキ（2月2日、ゲッツ!!）
- 不法挿入 OLコンスイ霊プ 意識モ記憶モ無ク精子デ汚サレタキャリアウーマン（2月9日、ハラスメント）
- 触手十字架地獄 12 美少女戦士セーラーアクアス（2月9日、GIGA）
- 王様ゲームで乱交しまくり! 若妻だらけの町内会は誘惑だらけ! 王様ゲームをやりたがるドスケベ若妻がハメを外し過ぎてまさかのハーレム大乱交! 5（2月13日、Hunter）
- 「誰か…誰か助けて…」 声にならない悲鳴! 喘ぎ声も出せず声を押し殺し… 敏感制服美少女図書館内中出し痴漢 3（2月20日、カルマ）
- 素人女子○校生が挑戦! ハラハラドキドキ! 謎解きお化け屋敷からの脱出! お化けチ○ポに囲まれ恐怖でおま○こが濡れてしまった女子○校生はどろどろ精子まみれで絶叫ノンストップ射精SEX! 総発射61発!（2月20日、DEEP'S）※配信版は2月16日先行リリース。
- アナルのシワの数までハッキリわかる! ノーモザイク連続絶頂アナル見せオナニー 23（2月22日、アイエナジー）
- 黒タイツ女子○生 2 クラスで気になる女子の黒タイツ太もも & パンチラ! まん丸黒タイツ尻が僕を勃起させる! 女子も見られて、ヌレヌレマ○コでヤル気マンマン!（2月22日、SWITCH）
- 新星戦隊リュウセイジャー 新章 侵星鬼群エクリプス編 前編（2月23日、GIGA）
- アスリートハンター3 肉体観察と競技場内生挿れ中出しブッかけチカン（2月23日、ハラスメント）
- だれとでも定額挿れ放題! 町工場編 月々定額料金さえ支払えば、女性工員でも事務の女の子でも社長の娘でも誰にでも挿れ放題!（2月27日、Hunter）
- 「ずっとエッチしたかったんだから」 出張先の相部屋は超性欲の強い女上司の罠?（2月27日、Hunter）
- 美脚OL 仕事帰りの変態パンスト倶楽部 美人経理部 玲衣さん（3月1日、OFFICE K’S）
- 新星戦隊リュウセイジャー 新章 侵星鬼群エクリプス編 後編（3月8日、GIGA）
- 娘2人の恋した相手は義父! 風呂上がりの無防備な姿をさらす娘たちに翻弄される義父!（3月12日、Hunter）
- 北関東圏某老舗旅館オーナー撮影動画流出 美少女を狙った睡眠薬昏睡いたずら動画 case03（3月19日、カルマ）
- 男はボク1人の学校の大掃除は超パンチラ天国! 見渡せば視界に広がる無限パンチラに大興奮! 去年まで女子校だった学校に編入したら男はボク1人!（3月26日、Hunter）
- 心の声が聞こえる電車痴漢! えっウソ! ダメ! お願い! そこで止めないで! イキそうなのに…（※心の声）痴漢被害者女性の心の声が聞こえる電車痴漢! 痴漢被害者女性の心の声が聞こえる電車痴漢はエロ漫画さながらです!（3月26日、Hunter）
- 倒錯ミックスプロレスファイティング 03（3月29日、バトル）
- 「お兄ちゃん… 挿ってるよね?」「挿ってないよパンスト越しだよ」押しに弱い妹に童貞のボクが素股してもらったらパンストが破れて生挿入 & 生中出し!（3月26日、Hunter）
- 素人娘のドキドキ洗体（4月1日、OFFICE K’S）
- いつでもどこでも好きな時に誰とでも好きなだけエッチ出来ちゃう上京したての新入生だらけのシェアハウスに入居したボクは無双! 夢のヤリチン性活! 毎日ヤったりヤラれたりのほぼほぼヤリまくりの驚愕の200分超え!（4月9日、Hunter）
- ニーハイ×ミニスカ=絶対領域パンチラ! 学校は99&女子しかいない! だから女子は皆、無防備で毎日絶対領域パンチラ天国です! 陰キャなボクでも… 学校に99%女子しかいない状況になればモテまくれるんです! モテまくれば当然エッチできちゃうんです!（4月9日、Hunter）
- 彼女の女友達2人とヤッては寝て…を繰り返すだけの狂った三日間。彼女が帰省中に彼女の友達と浮気セックスしまくりのヤリ部屋となったボクの部屋。（4月9日、Hunter）
- 脱出不可能! 狭いお風呂で巨乳おっぱい急接近で逃げ場なし! 久しぶりに実家へ帰ってきた義姉が突然「一緒にお風呂入ろ!」と言い出してお風呂がぎゅうぎゅう詰め! 巨乳を押し付けられて勃起しまくり!（4月9日、Hunter）
- セクシーキャットリング03（4月12日、バトル）
- 彼女なら彼氏のチ〇ポ当てられるはず!? ずらっと並んだ肉棒から彼チンを選んでフェラ抜き射精ゲーム! 間違えれば彼氏の前でぶっかけ生中出しNTR（4月16日、はじめ企画）
- 超屈辱!! 社員旅行で全員のおもちゃにされてしまった妻 5（4月23日、ながえSTYLE）
- オナサポ!! 女子○生 着衣で全裸で挑発的ダンス 6（4月23日、かぐや姫Pt/妄想族）
- 『おばさんをからかわないで… 三十過ぎの私でもエッチの対象になるの?』 ボクはクソむかつく上司の奥さんとヤリまくってストレスを発散しています。2（4月23日、Hunter）
- 実家に帰ったら、妹たちがパンツ1枚でウロウロ! 生おっぱい！Tバック生尻!が僕のすぐ目の前に! 頑張って我慢していたけど、程なくチ○ポは勃起! 妹のヌルヌルマ○コに入れちゃってました!（4月25日、SWITCH）
- 魔法皇女アイ（4月26日、GIGA）
- 尿道がバカになるほどイキ狂いおしっこが止まらないスプラッシュオナニー（5月1日、OFFICE K’S）
- 見つめて囁き密着誘惑 あざと可愛すぎる誘惑しまくりドスケベ小悪魔痴女子校生（5月7日、デジタルアーク）
- 変態Mパパを濃厚メスイキさせる天然小悪魔なパパ活痴女（5月7日、MEGAMI）
- 嫁姑レズ ～同居の新婚妻を寝取る強欲熟女～（5月7日、U&K）
- 潜入!! 噂のリンパマッサージ店 20 「裏オプション、いかがなさいますか?」（5月9日、LEO）
- 腹パンチベアナックルファイトCAT 01（5月10日、バトル）
- 姉の家の居候ニート女友達が無防備な部屋着でモテないボクをまさかのドすけべオナニー誘惑!!（5月14日、BAZOOKA）
- だれとでも定額挿れ放題! ホテル編 月々定額料金を支払えば何泊でも何発でも出来ちゃうサブスクホテルがついに登場!! ホテル従業員、宿泊客… 誰にでも挿れ放題!（5月14日、Hunter）
- 看護専門学校のエロ過ぎる実習授業。看護実習ってそこまでするんですか?（5月14日、Hsoda）
- 素人ナンパでセンズリ鑑賞 19 見るだけでいいんです! だからちょっと僕のチ●ポ見てもらえませんか?（5月14日、かぐや姫Pt/妄想族）
- 一般男女モニタリングAV 女子大生限定! 固定バイブでドミノ倒しチャレンジ! 快感に耐えて制限時間以内にクリアできたら賞金100万円! うねりが止まらないバイブに思わず痙攣イキ連発でタイムオーバー! 感度があがったJDオマ○コに罰ゲームのデカチン即ハメ! 即のけぞり絶頂! 全員中出し!（5月21日、DEEP'S）
- 過剰性欲中出しOK SNSでみつけたP活制服女子 れい & もも（5月28日、クリスタル映像）
- 「えっ!? コレが実習?」 エステ専門学校に入学したら男はボク1人! 実習はタオル1枚の女子の体を触りまくり! ボクの股間は触られまくりでフル勃起! 5（5月28日、Hunter）
- 保健室数珠繋ぎハーレム乱交! 休み時間! 授業中! 放課後! デカチンのボクが8人のクラスメイトとエッチしまくり!（5月28日、Hunter）
- 素人おま○こくぱぁ観察輝くビラビラが透けて見えそうなほど4Kカメラ超接写至近距離で照れイキオナニー30ま○こ5時間26分（5月28日、S級素人）
- MIXED PROWRESTLING FETISH 11（5月31日、SUPER SONIC SATELLITES）
- 兄のチ○ポをおしゃぶり扱いするJ系妹と朝から晩まで舐めじゃくり近親口姦（6月4日、DEEP'S）
- おやじのねっとりテクに堕とされる清楚女子。 れいちゃん（6月4日、JUMP BEYOND）
- コンカフェ嬢襲撃【秋葉原・メイド・アイドル志望】（6月6日、素人39）
- 陸上部の合宿所で欲求不満の肉食系スポーツ女子に毎日犯されているボク。（6月11日、Hunter）
- ヤリサー合宿旅行 10名の女子大生とバカハメ大乱交!（6月11日、Hunter）
- 影神戦隊セイニンジャー（6月14日、GIGA）
- 黒パンスト尻がステキ過ぎる女上司の誘惑 仕事ができなくても、チ○ポビンビンにさせて私を気持ちよくしてくれるなら許してあげる! だから、もっと激しく突いて!（6月20日、SWITCH）
- 対面MIXボクシング 女子ボクサードミネーションEDITION 02（6月21日、バトル）
- 陸上部セクハラ下半身強化合宿! 1cmハメ空気椅子で太ももガクガク! 耐えられなくなったら即挿入! 純真無垢な女子部員たちはコーチに言われるがまま!（6月25日、Hunter）
- えっ!? 80%? なにこの数字? ヤレる確率が可視化されてボクだけに見える世界! なんだその頭の上に見えてる数字は!（6月25日、Hunter）
- 双子NTR『お姉ちゃんより私の方が気持ちいいよ!』 双子の地味妹が実はSEXの天才だった! モテる姉に妹が唯一勝てるのがエッチ!（6月25日、Hunter）
- スキニーガール『M』ハンティング!（7月9日、M男パラダイス）
- セクハラママさんバレー! 9 ハイレグブルマ姿の人妻10人が挑む過酷なエロトレーニング（7月9日、かぐや姫Pt/妄想族）
- 公開処刑 2（7月9日、Hunter）
- 「もうヤメて! お姉ちゃんおかしくなっちゃう!」 ボクとデキてる姉が、結婚を理由に関係を切ろうとしてきたので、家中追いかけ回して何度も激ピス中出し!（7月9日、Hunter）
- 生ハメバック制裁! オジサンの事を見下している生意気な塩対応P活少女達を理解らせ。バックの途中でコンドームポイッ!! そんなに顔見せたくないならケツ穴だけ貸せwww（7月12日、赤面女子）
- 女性専用 レズビアンデリバリーヘルス ～夫に内緒で自宅にデリヘル嬢を呼ぶビアン妻～（7月16日、U&K）
- 一般男女モニタリングAV 仲良し女子○校生限定 ドキドキ逆痴●チャレンジ! 他の乗客にバレないように隠れてパンティ見せ・ベロキス・手コキ・フェラ! 過激なミッションでエスカレートしたJ○たちはそのまま電車内でこっそりセックス! 逆3P生中出しスペシャル!（7月16日、DEEP'S）
- 【ご奉仕特化SOAP】ご主人様のザーメンを体内に中出し×ごっくんでぜ～んぶ注入する全裸メイドWソープ（7月23日、Million）
- 同じマンションに住む若妻たちが入れ替り立ち替わり交代でボクのチ○ポ管理! 両親が旅行でいない間、お手軽不倫の相手にボクのチ○ポをロックオン!（7月23日、Hunter）
- 合宿所で女子部員とポコったわいせつ映像 3（7月25日、AKNR）※配信作品のDVD版。
- ガスマスク3 夢の中でHighにさせられたオナホ女8名 ※イキ過ぎ注意（7月26日、ハラスメント）
- FANZA同人コミック月間ランキング1位17万DL超え! サイクロン原作の超大ヒット作品! 実写版みだれうち（8月6日、Fitch）※主演「北村香織」役は似鳥日菜。美澄は「佐々木亜美」役で出演。
- 集団パンストOL美脚責め ～M男社員教育課のお仕事～（8月6日、犬/妄想族）
- 一般男女モニタリングAV 巨乳の先輩女子マネージャーさん 合宿中の混浴で後輩部員の童貞チ○ポをノーハンドフェラで早漏改善してくれませんか!? 暴発大量射精→即フル勃起! 元気すぎる男子部員チ○ポを放っておけない女子マネはそのまま筆おろしセックス! 暴発 & 中出し総発射18発!（8月6日、DEEP'S）
- ふたなりヒロイン 美少女戦士セーラーメーネ（8月9日、GIGA）- 女妖魔ピレア役
- 学校で一軍女子のボクの義妹はエロ漫画なんか読まない!と思っていたら…義妹は家ではオタク兄のエロ漫画を読み漁り! エロ漫画で興奮しまくるムッツリ義妹は、エロ漫画の様にいきなり胸を揉みしだかれると顔を赤らませて大興奮! ドMな顔を見せて生挿入を受け入れる! それからというものボクの言うことをなんでも聞く性奴隷に!（8月13日、Hunter）
- 上半身は真面目な義姉。でも下半身は淫乱義姉! 親に隠れて即ハメ! 高速ガン突き! 超真面目メガネ義姉が声を押し殺して10連続奥イキ膣痙攣!（8月13日、Hunter）
- おマ●コとアナルがハッキリ見える 7 素人娘の超接写オナニー 10人（8月13日、かぐや姫Pt/妄想族）
- スターレスラー誕生! 12（8月23日、バトル）
- ボクの部屋のAVが義母にバレてしまい近所のママ友たちがやってきてはボクと一緒にAV鑑賞! 欲求不満な若妻たちがムラムラしてボクのチ○ポに手を伸ばしてきた!（8月27日、Hunter）
- 欲求不満の兄嫁がボクを逆レイプ! 高速杭打ちピストン騎乗位で連続爆イキする兄嫁に10回中出しさせられたボクはお返しレイプでまさにダブルレイプ!（8月27日、Hunter）
- 妄想女子プロレス改Vol.4（8月30日、SUPER SONIC SATELLITES）
- 執拗な乳首ハラスメントに不覚にもマ●コびちょ濡らしたオフィスレディー（9月1日、OFFICE K’S）
- 美尻・巨尻美女の激イキ杭打ちピストンディルドオナニー (4)（9月1日、OFFICE K’S）
- 寝起き0秒で即ハーレム乱交!? ボクを起こした人が負けのエロ過ぎチキンレース! 一度寝たら起きないボクに忍び寄る影…。その正体は義姉とその友達! すると【ぼくを起こした人が負け】のチキンレースがスタート!（9月10日、Hunter）
- トップレス女子ボクシングコロシアム 1（9月13日、バトル）
- レズバトルプライド 33（9月13日、バトル）
- アクセルガール ～サトラレ悪戦苦闘～（9月13日、GIGA）
- エスパー捜査官ジャスティス陥落（9月13日、GIGA）
- 一般男女モニタリングAV 旅行中の大学生カップル即席W浮気企画 デカ尻女子大生が初対面のデカチン男子とタオル一枚で相席混浴! 彼氏よりも大きい勃起デカチンとの過激ミッションで恥じらいながらもJDオマ○コからは欲しがり汁が溢れ出す! 性欲丸出しの生チ○ポまたがりデカ尻騎乗位で連続中出しセックス!（9月17日、DEEP'S）
- 美澄玲衣、フェラチオ女子認定。（9月24日、アロマ企画）
- 長髪射（9月26日、RADIX）
- ねぇ人妻は嫌い? 大好き? 勃起する? 誘惑上手な若妻さん エッチなカラダが久しぶりのチ○ポに喜び腰をフリまくりイクッ!（9月26日、SWITCH）
- ハン・透明人間 「これ一粒飲めば60分だけ透明になれるよ」（※個人差あり）透き通るような美肌になれるというその温泉の効能を極限までに高めた結果、本当に透けちゃった！（10月8日、Hsoda）
- 『こんな大きなおち○ちん初めて見た!』 小悪魔義理娘たちが想像以上に大きい父のデカチンにテンションMax! 『ママに内緒で挿れちゃうね』とデカチンで今まで味わったことない快感で連続爆イキ!（10月8日、Hunter）
- いつでも好きなタイミングで誰とでもエッチ出来ちゃう女子大生からOLまで巨乳女子だらけのシェアハウスに入居したボクはヤリまくり! ヤラレまくり!（10月8日、Hunter）
- 進学塾のアイドルを〇制イラマで黙らせて集団輪○ 快楽を植え付けて絶倫チ○ポの性処理係に仕立て上げた（10月10日、MILK）
- 一般男女モニタリングAV 女子大生限定! ノーハンドフェラでズラ～ッと並んだチ○ポ10本の中から大好きな彼氏のチ○ポ当ててみて! ハズレたらいきなりデカチン即ハメ! 形・大きさの異なるフル勃起チ○ポと大量ザーメンを味わって発情したJDオマ○コは彼氏の目の前なのに絶頂が止まらない!!（10月15日、DEEP'S）
- 女性用風俗を覗き見。【本番禁止】御法度セックス、激写。～カメラが捉えた女のリアルな性実態～ file.01（10月18日、プレステージ）
- 『教えた通りエッチ出来たか答え合わせしよ?』 念願の彼女ができたものの不安で初エッチに踏み出せないボク。それを見兼ねた彼女の親友がエッチの手解き→おかげで彼女とのエッチ成功! 「ちゃんと出来た？私で答え合わせして?」 友達思いの彼女の親友による手取り腰取り答え合わせセックス!!（10月18日、DOC）
- 無職になった俺の家にくそ生意気な家出メスガキJ系を泊めることになり、ざぁこざぁこと四六時中煽られまくる搾精中出し地獄（10月22日、かぐや姫Pt/妄想族）
- ピタパン半脱ぎ状態でヒクつくアナルを見られ羞恥イキする美尻女（10月24日、ナチュラルハイ）
- 債務者の父を持つ闇堕ち女子校生「お父さんの借金はわたしが働いて返済します…」（10月26日、JUMP）※「玲衣」名義
- 【個撮】どこでもフェラ 17 11人（11月5日、かぐや姫Pt/妄想族）
- 女性専用 乳首こねクリニック健康診断 4（11月7日、ROCKET）
- 素人なのにディルドオナニーで激しく感じちゃう一般人娘 14（11月12日、かぐや姫Pt/妄想族）
- 一般男女モニタリングAV 美脚キャビンアテンダントさん! 黒パンスト一枚男湯でチ○ポ洗ってもらえませんか？男性客のフル勃起チ○ポに囲まれ恥じらいながらもしごいてしゃぶってザーメン抜きまくり! 過激なミッションでオマ○コが火照ってしまいそのまま汗だく中出しSEX!（11月19日、DEEP'S）
- ナチュラルハイ25周年記念作品 こたつの中で彼氏の妹に媚液手マンでイカされた快感が忘れられず追い媚をねだる多幸感レズ狂い女 3 増量版（11月21日、ナチュラルハイ）
- 女子プロレスラードミネーション敗北 16（11月22日、バトル）
- ニューインスペクター エピソード 1（11月22日、GIGA）
- ノーハンドフェラは奴隷の証! 14 手を使わずにフェラチオする11人の素人娘（11月26日、かぐや姫Pt/妄想族）
- FGI SPECIAL 10（11月29日、バトル）
- 初めてのセンズリ鑑賞に興奮しちゃった素人娘 (4)（12月1日、OFFICE K’S）
- 素人女子大生真正中出しナンパ! 街で見つけた清楚系JDをノリと勢いでガチ口説き! あっという間に生パコま〇こGET! 【4人収録全員鮮度抜群エロカワ保証】（12月5日、MILK）
- レズバトルフィールド 35（12月6日、バトル）
- ラブグッズ訪問販売レズビアン 実演販売と称した玩具責めで何度もイカされレズ落ちした昼下がりの人妻（12月10日、ビビアン）
- 酔ったフリしてパンツ見せつけてくるあざとかわいい小悪魔女子に喰べられちゃったあの日（12月12日、SWITCH）
- 【G1】美少女仮面オーロラ & フォンテーヌ 超痒み責め地獄（12月13日、GIGA）
- シコカワちょろまんおじペット（12月17日、チキチキカマー/妄想族）
- 「わたしがイクまで射精ダメ!」 M男を貪る甘サド小悪魔ツンデレ女子 図書館で過ごす地味子さんは実は隠れ痴女でした IT系リケジョ（12月24日、オーロラプロジェクト・アネックス）
- マジックミラーNTRマッサージ「本当に向こうから見えてないですか?」 彼氏が隣にいるのに我慢できず大量潮吹きするほど感じまくる女子○生!（12月24日、SWITCH）
- 電車の中でインナーを抜き取られ透け巨乳を見られる羞恥で抵抗できないシアーシャツ女子（12月26日、ナチュラルハイ）
- 乳首ちゅぱちゅぱ新線 2 中年男を唾液舐めとこねくり手コキで虜にする痴女子生徒（12月26日、ナチュラルハイ）
- 美少女戦士セーラーエアリアル セーラーライム編（12月27日、GIGA）

- ミスキャンパス女子大生限定 大学対抗! 顔面ぶっかけ野球拳! 勝てば100万円! 負ければ顔射＆即ハメ! ミスコンで誰もが目を奪われた美少女が大量チ○ポ汁まみれ! 何度イってもやめないデカチン追撃ピストンで生中出し!（1月7日、DEEP'S）
- セクハラママさんバレー! 11 ハイレグブルマ姿の人妻10人が挑む過酷なエロトレーニング（1月14日、かぐや姫Pt/妄想族）
- 若奥様の性癖暴露 ～M男体験ドキュメント～ 私、普通のセックスしかしたことないんです…。だけどM男に恋しちゃいました…（1月14日、犬/妄想族）※「レイさん」名義
- レズビアン裏垢女子プライベートハメ撮り流出映像 個人撮影・大学生・カップル・地雷・マッチアプリ・SNS (BBAN-510)（1月14日、ビビアン）
- 「誰の下着が一番好き? これも仕事だからちゃんと見て!」下着メーカーに就職したら10人の巨乳女子社員たちに誘惑されて… とんでもない事態です! 2（1月14日、Hunter）
- スカートの中はノーパン穴開きストッキングでいつでもウェルカム状態! ボクの教え子は真面目なガリ勉だと思ったらチ○ポ大好き淫乱女子○生だった!（1月14日、Hunter）
- 先生はレズビアン?! 優しい家庭教師にマ○コが敏感過ぎて困っていると相談したばかりに早漏改善レズセックスをされてしまった敏感女子 VOL.3（1月23日、DANDY）
- お兄ちゃん大好き妹がノーブラおっぱいパンチラで誘惑するけど、手を出してこないので、勝手に朝勃ちチ○ポをかまくらフェラして、おはズボ騎乗位エッチ!（1月23日、SWITCH）
- 入社したエステ店の新人研修に行ったら男はまさかの僕1人!? 初日から実習でフル勃起を晒した僕は、研修が終わるまで練習台という名の性玩具にされました… (2)（2月1日、OFFICE K’S）
- 暗闇でこっそりバレずに射精へ誘う至福のスローフェラチオ（2月1日、OFFICE K’S）
- 美しい汗を流す女の子がレズセックスに没頭する乱交遠征1泊2日【流出映像】国立●●女学院大学バスケ同好会2024年秋合宿（2月11日、ビビアン）
- オナサポ!! 女子○生 着衣で全裸で挑発的ダンス 12（2月18日、かぐや姫Pt/妄想族）
- じっくり丁寧に施術してくれる黒パンスト人妻エステティシャンの顔とチ〇コとの距離5cm! 恥ずかしいけど可愛いエステティシャンに興奮しフル勃起! 「生理現象ですから」と施術を続けられ焦らしに焦らされ美人妻にM男認定されると「特別ですよ」と亀頭特化型特別マッサージで射精 & 不倫生ハメから中出しと何度も発射させてくれる都内マンション店舗型超人気個室メンエス店（2月20日、FALENO TUBE）
- アパートの美人大家さんは家賃免除の代わりに僕のチ〇ポで払わせる!? ギアチェン騎乗位責めで高速グラインド! 専業主婦の人妻は年下の男を誘惑し中出しさせて精子を搾り取る性欲強めの痴女だった（2月20日、FALENO TUBE）
- ヌキあり引越センター 業界初! 好きな時に好きなだけヌイてくれる! 夢の新サービスで引っ越してみませんか?（2月20日、オフサイド）
- もしも電話 どんなお願いも叶えてくれる三次元アイテム 「もしも…」「もしも、もしも…」と電話ひとつでどんなエッチな願いでも叶えてくれる! 憧れのマドンナとだって… ボクの事が嫌いな先輩とだって… そして、女子社員みんなとハーレムだって!!!（2月20日、オフサイド）
- ドM気質な2人の義妹のお口で無理やり喉奥ハードピストンイラマチオ練習していたらパンツビショ濡れ状態! 喉奥射精直後「今のもっとして!」とチ○ポを離しません!（2月25日、Hunter）
- 日替わり中出し当番 ボクたちの学校には、女子が毎日日替わりで中出しさせてくれる「中出し当番制」があるおかげで休み時間も授業中も中出しSEXし放題!（2月25日、Hunter）
- 完全ホールド・ひっつき喉奥ディープスロート（3月1日、OFFICE K’S）
- 素人娘 初めてのエロ尻ディルドオナニー (5)（3月1日、OFFICE K’S）
- FANZA同人コミック累計38万DL超え! サイクロン原作の超大ヒット作品第2弾! 実写版 みだれうち2（3月4日、Fitch）- 佐々木亜美役
- レズバトルフィールド 40（3月7日、バトル）
- 『タオル取りなよ!』『こんな大きいおち○ちん初めて見た!』去年まで女子校だった学校に編入したら修学旅行は当然女子ばかり! お風呂に入ったら…（3月11日、Hunter）
- セーラーヒロイン淫紋・侵蝕・連鎖堕ち セーラールーメス・ディウス・アーレス編（3月14日、GIGA）
- だれとでも定額挿れ放題! パチスロ編 2 その店は定額制で、遊び放題! 挿れ放題! 当たりを引けば店内にいる女性、ホールスタッフでもコーヒーレディでもイベントで来店した配信アイドルにも挿れ放題!（3月25日、Hunter）
- 触手学園 触手に堕ちた生徒会（4月1日、山と空/妄想族）
- 一般男女モニタリングAV 素人大学生の性欲徹底検証 朝までエッチしなければ賞金10万円! 終電を逃した男女の友達はラブホテルで2人っきりになったら1発10万円の連続射精セックスに挑戦してしまうのか!? 17 彼氏がいてもラブホテルのエッチな雰囲気に呑まれた女子大生オマ○コが男友達のフル勃起チ○ポを生挿入で人生初の生中出しセックス!! 4組合計18発を完全収録!（4月1日、DEEP'S）
- あなたの初ヌード撮らせてください! 素人娘20人の全裸コレクション (5)（4月1日、OFFICE K’S）
- 素人娘のフェラチオが上手すぎる!! 12（4月1日、OFFICE K’S）
- 親に隠れて妹とキスだけの約束の生活。（4月8日、Hunter）
- 幼なじみの嫉妬エロ! 私だけを見て! 興奮して! 勃起して! 僕のことを好きすぎて、他の女を見てると激おこ! でもすぐにイチャラブエッチできるから許す!（4月10日、SWITCH）
- 同窓会で酔って無防備になった人妻たち。初恋のアノ女（ヒト）の誘惑パンチラにチ〇ポがビンビン! トイレで廊下で夫の留守宅でラッキーSEXやりまくり!!（4月10日、SWITCH）
- 私のお口に出していいよ 口内射精OKな素人娘のフェラチオ集めました（4月22日、うさぎ/妄想族）
- 危険日直撃！！子作りできる派遣メイド（5月8日、Mr.michiru）
- 「私たち以外で勃起できない体にしてあげる！」最低5股男に裏切られた彼女たち5人が団結して甘サド制裁！！何度も何度もヌキまくってチ●ポが勃たなくなるまで責めてM男堕ち！（5月22日、オフサイド）
- 巨大ヒロイン 後編 ハイパーステラ （5月23日、GIGA）
- 大嫌いな義母を襲う娘は義母を日々調教！気弱な義母は娘の言いなり！父親の前で義母をレ●プ！更に大嫌いな義母の前で大好きな息子を襲い強●近親相姦（6月10日、Hunter）
- レズカップルのアダルト配信！再生数を稼ぐために禁断の男性視聴者募集！（6月10日、BALTAN）
- 激シコ制服美少女が挑戦！？おち○ぽデッサン！あなたのオマ○コに挿れて欲しいデカチンを描いてくださいw3（6月27日、赤面女子）

### アダルトビデオ -VR-
- 勝手にぐりぐり凄い腰使い膣奥刺激するゆる甘ふわふわパイパンメイド（4月24日、KMPVR-bibi-）
- エッチなお節介を焼いてくる少し大人びた学級委員は僕の事が好きで好きでたまらない!（5月27日、ケイ・エム・プロデュース）
- 3匹の肉食ウサギに囲まれ永久射精させられるぴょんぴょん飛び跳ね騎乗位ハーレムバニーランドVR（6月15日、kawaii）
- SEXY ハイレグ着衣フェチ 美女二人がいっぱい責めちゃうVR（6月16日、MILU VR）
- 単なる頭痛でも元気になるまでヌキまくって帰さないいつも気だるそうな保健室の先生（7月22日、KMPVR-彩-）
- ゲームガチ勢カノジョ。普段はフェラチオでさえ積みゲーだったのに…ゲーム中だと生ハメですら余裕だった件（8月5日、ケイ・エム・プロデュース）
- 時間停止ワールド ～女子校大パニック～ 女子校生は犯されていることを知らない…サイレント支配。（9月7日、SODクリエイト）
- オイルパンスト尻見せつけオナニー（9月29日、AQUA）
- 清楚でゆるふわなお姉ちゃん先生の、部屋でお風呂で、身体で教える‘大人の’甘サド個人授業。（9月29日、unfinished）
- 後ろからおっぱいを揉んで電マ責め（10月6日、AQUA）

- ゲリラ豪雨女子校生レ●プ 大きな助け声も豪雨の音にかき消されて誰も気が付かない…（1月29日、SODクリエイト）
- 田舎に帰省してきた無防備お姉さん。（2月8日、SODクリエイト）
- 猛接近限界着エロVR ～超美肌美少女降臨! 爆萌えコスでの至近距離妄想性交～（3月15日、ハンラシン）
- 「ギリギリ着エロVR 露出狂の女」 見られたい願望激高、変態すぎてごめんなさい。超美肌激萌痴!（5月17日、ハンラシン）
- 【HHH-VR史上最高画質！】【超リアルな美麗映像！】ほぼハズレ無し！女子3人に男はボク1人のガチ超王様ゲームは勝ち確定！終電を逃した3人の後輩女子社員とボクの部屋で宅飲み！してたら王様ゲームをやる神展開へ！3（5月28日、お夜食カンパニー）
- 罰ゲームの手錠が外れなくなっちゃって着替えもトイレもお風呂も姉と一緒。10年ぶりに見る裸に性欲を抑えきれなかった姉弟風呂SEX（6月6日、SODクリエイト）
- パコサー飲み会VR！！ 居酒屋貸し切りでヤリヤリサワー飲んでハイパー乱交VR ～忘れられないサークル飲み会in 城南みずほ台大～（6月21日、unfinished）
- 逆時間停止カップルルームエステ 痴女ありレズありNTRあり、ヤリたい放題の時止め施術（6月27日、SODクリエイト）
- 月収●●●万！現役女子大生の裏垢女子のち●ぽ役になれた（8月22日、VRパラダイス）
- これぞ8K! 顔面特化アングルVR ～『SNS映え』にこだわるカノジョはボクの’性癖’を全肯定して癒してくれる～（9月1日、KMPVR）
- 勉強ができる【物静かな子】はエッチの底がなく年上に依存する【いいなり生徒】（9月5日、VRパラダイス）
- 天井特化アングルVR ～男の理想（妄想!?）の女先輩～（9月15日、KMPVR）
- ゆるふわ清楚系な後輩の裏の顔、小悪魔サディスティック隠れヤリマン 玲衣（10月31日、unfinished）

- そなたに時間を止める能力を授けよう！謎のストップウォッチで自由自在に時間を止めて、同級生も担任教師も好き放題のヤリ放題！！時間停止VR2（3月12日、Hunter）
- 【高画質 追跡視点】休日に地域のゴミ拾いに参加する心が綺麗な少女を捕獲して淫行（3月17日、SODクリエイト）
- 身長15cm目線VR 小人化した僕が大好きなレイちゃんの学校までついていったら壮大な冒険が待っていた（4月17日、SODクリエイト）
- ボクの心を鷲掴みにする15cmのスキ間に存在する魅惑の絶対領域 モデル体型太もも爆ヌキ性交！！（5月12日、KMPVR-彩-）

### アダルトビデオ -配信-
- 【生ハメしか勝たん】常にち●ぽを求める欲求不満の若妻。旦那とのSEXは早くて不満。理性を無くして他人棒に喰らい付き、愛の食卓キッチンで潮をバラ撒くイカれっぷりを披露。世の男よ清楚で美しい見た目に騙されるな。クローゼットに隠しもったエロ水着xオモチャでたっぷり堪能、旦那様としか寝ないはずのベッドも潮x精子で汚しまくる!濃厚中出し2連発!!!の巻き（1月23日、プレステージプレミアム）
- 《メガネJK》【電車痴かん】N○SA勤務を夢見る宇宙物理系美少女★フェラだけで許してと懇願されるもカリデカをブチ込む鬼畜痴かん（1月27日、ゆず故障）
- 百戦錬磨のナンパ師のヤリ部屋で、連れ込みSEX隠し撮り 275 顔良しカラダ良し!上玉女を家に連れ込んで盗撮!脱がせばスベスベ色白ボディ!敏感マ●コを刺激されて即落ち!だらしなくアヘアヘ喘ぎまくり（2月10日、ナンパTV）
- 【そんなに反応してくれるなんて男性冥利に尽きる……】前戯の段階で敏感な反応を見せてくれ、フェラのときはずっとこっちを見てくれる、一生に一度でもこんな女性とエッチしたい!と思わせる美脚美人受付嬢。 ネットでAV応募→AV体験撮影 1941（2月14日、シロウトTV）
- 【あどけなさが残る曲線美ボディの純情美少女】「好きになっちゃうじゃん…」夢を追って上京した田舎娘をだまくらかして生ハメSEX!見た目も手触りも最高級の美乳×美尻!純朴さが抜けきらない反応とポルチオ擦り付けるスケベな腰遣いがギャップエロい…曲線美ボディのくびれを鷲掴み大都会東京の夜景をバックにバックでピストン!すきピ精子をトロ顔で受け止める!【あまちゅあハメREC#れい#美容専門学生】（3月14日、MOON FORCE）
- ラグジュTV 1655 ダイヤモンド級の美ボディ!美巨乳・美尻・美脚を兼ね備えたハイスペック美女が大開脚&大絶頂!溜まった性欲を解放し、駆け巡る快楽を味わいながら全力セックス!（3月20日、ラグジュTV）※「高梨美玲」名義
- 【神かわペットショップ店員がM願望をFULL解放→愛玩ペット化!】M願望有りと言ってしまったばかりに開始早々ヤラれたい放題!まっしろ美乳を執拗オモチャ責め!お口も●●れ快感トロトロッ!口内FUCK!激かわ動物系コス×拘●具で愛玩ペット化!チ●ポをペロペロ挿入オネダリ!「どうしたら、もっと気持ちクなってくれるかな…?」!中出し連発!合計4射精!!!!【なまハメT☆kTok Report.61】（3月25日、DOC）
- 【バイブが大好き。でもやっぱりチ●コの方がもっと大好き。】清楚系の見た目とは裏腹に仕事中もトイレでバイブオナニーしてるというバイブ狂のドMさん。バイブで鍛えたマ●コは超敏感で男優チ●コの味を知ったら最後、もうバイブには戻れない…!!!（3月29日、プレスーテジプレミアム）※「三隅」名義
- Lちゃん (spay212)（4月2日、素人ペイペイ）
- 【配信専用】ヌキ無し店なのに…超過剰サービスで疲労も精子もぶっ飛ぶ!!リピート確定!搾精メンズエステ 14（4月20日、DOC）
- れいちゃん (oreco294)（4月26日、俺の素人-Z-）
- No.1324　川田 玲衣（4月27日、舞ワイフ）※「川田玲衣」名義
- しなやかな曲線美くびれたウエスト&真っ白透明美肌に釘付け!!清楚なナリして反り立つチ●ポにうっとり...彼氏がいてもお構いなし!?ゴム無し浮気性交開始→グラインド騎乗位&杭打ちピストンで膣内搾精!!卑猥すぎる赤網タイツで際立つ美脚が激シコ!!受精必至の追撃中出し&顔射Finish 合計4発射!!【エロフラグ、ギン立ちしました!#051】（4月28日、素人CLOVER）
- 生イキ素人OL中出し性交 れいちゃん（4月29日、ぶりりあんとBrilliantJizz）
- 【透明感ヤバすぎ!?真っ白雪肌×美スレンダーBODY女子】1年間シてないおとなしめ系奥手美人のご無沙汰ま○こに(偽)レスラーのぶっとい生肉棒ブチ込み!!ダメダメ言いながらもFcup美乳を大乱舞&デカ尻杭打ち騎乗位!!手マンで潮大放出!!肉感MAXなハイパワーSEXで妊娠確定中出しKO!!!【タクシー運転手さんエロい女の所に連れてって】（5月12日、素人CLOVER）
- 【お祭りガール見せつけスケベ私服】【手マンで潮吹き→セルフお掃除】【ひょっとこフェラ顔で強烈バキューム】【出しても出しても止まらない連続セックス】【コスチェン浴衣セックス無礼講顔面射精フィニッシュ】（5月13日、DOC）
- No.1332　川田 玲衣 蒼い再会（5月30日、舞ワイフ）※「川田玲衣」名義
- 美澄玲衣ちゃんの舌・口内自撮り（6月1日、feti072.com）
- れいちゃん (oreco337)（6月5日、俺の素人-Z-）
- 素人女子大生が高額バイト代につられてヌードデッサンモデルに!マ○コのビラビラまで丁寧に描かれる視姦の羞恥にマ○コはグッショリ!生で挿入されてイキまくり!（6月8日、アイエナジー）
- 主観バーチャルたこちゅう（6月21日、feti072.com）
- 男の世話が大好きなエロ介護士【ゆる甘×美パイパン】【色白曲線美ボディ】【激カワ白衣の天使】三大エロ職業の一つ、介護士さんとハシゴ酒!●っ払ったフリして介抱してもらおう作戦ッ!「も〜赤ちゃんみたいなんだから〜?」と言いながら早速ち●こシコシコされてましたww白パンティはぐちょ濡れでピンクのパイパンま●コがスケスケじゃないですか!むっちり美マンから溢れ出る潮!ハメて潮吹いての無限ループ!ポルチオに自ら擦りにいくエロい腰遣い!こんなエロカワな介護士さんに介護されるおじいちゃん羨ま…：朝までハシゴ酒113 in 新宿駅周辺（6月23日、プレステージプレミアム）
- れい (oreco360)（7月5日、俺の素人-Z-）
- 山本さん (spay263)（7月5日、素人ペイペイ）
- れいか (endx433)（7月7日、E★ナンパDX）
- レースクイーンの蒸れ蒸れ激臭パンスト足嗅がせ（7月10日、feti072.com）
- 【透明感】【デキる美女】一目でわかる上品なオーラを纏っている銀行員さんが登場! 彼女の応募理由が『自信をつけるために来ました♪』撮影に挑戦すれば、ワンランク上に進化できるのではないか!? 頑張りますね♪【高レベルボディ】【濃厚3P】美しい曲線美と純白肌にメロメロ～♪濃密3Pで最初から最後までイクイク～♪お口にパイパンとチンポは咥え続ける貪欲さ! エロス覚醒! 全力イクイク中イキ連発SEXを見逃すな! れい 23歳 銀行員（7月25日、ARA）
- 口内・ベロ・唾液徹底的観察 唾液の匂いと歯＆ベロ磨き汁チェック（7月31日、feti072.com）
- REI (smus022)（8月2日、素人ムクムク-塩-）
- れい (erofc194)（8月14日、恋愛カノジョ）
- バーチャルベロキス（8月18日、feti072.com）
- 川田玲衣 (mywife624)（8月19日、舞ワイフ）
- 制服R02（8月21日、路地裏ぱんぱん）
- 万引き美少女れい (stok043)（8月22日、パコられ美少女）
- グラドルの激臭腋擦り付け臭気責め（8月25日、feti072.com）
- れい (smuk150)（8月25日、素人ムクムク）
- れい (scute1408)（8月25日、S-Cute）
- すみれ (erofc194)（9月4日、恋愛カノジョ）
- 【抜きアリ、本番アリの美乳施術師】執拗に乳首をマッサージし怪しい雰囲気を醸し出す施術師『美澄』。フル勃起してしまったチ●コ見るや否や直接触りにいき手コキを始める。容赦ない上下運動により大量射精してしまうが、ネットリお掃除フェラで再勃起。自らまたがり膣内へと誘い本番行為を始めてしまう…。美澄 / 肉棒を膣に誘う美人施術師 (DDH-200)（9月8日、ドキュメントdeハメハメ）
- ベロ観察・ベロ唾液フェチズム（9月11日、feti072.com）
- 【男を締めあげる才色兼備な膣穴】元ミスキャンパスで大企業の採用担当、ふっくらおっぱいにキツく締まるマ●コ。誰もが羨むスペックの港区美女を! アナルのシワまでむしゃぶり尽くす! れい 元ミスW大の秀才OL（9月11日、プレステージプレミアム）
- とっても美人で優しいナースさんに敏感過ぎて暴発しちゃう早漏チ○ポの改善をお願いしました! めちゃくちゃかわいいナースさんが男の性のお悩み相談 & 早漏診療! なしくずしで生ハメ中出しまで! れいさん（9月14日、アイエナジー）
- 【生ぬる塩対応パパ活女子を金と力でイキ壊す!】 イキ過ぎて前後不覚の美白ボディ美少女にこっそり半中半外! 中出し色々4発射! 美沙希 (仮名)（9月14日、Jackson）
- れいちゃん (oreco468)（9月19日、俺の素人-Z-）
- セクシーアイドルの蒸れ蒸れ激臭足嗅がせ（9月27日、feti072.com）
- LEY (sth066)（10月1日、素人ホイホイSH）
- クサクサ口臭＆激臭唾液嗅がせ バーチャル鼻・顔面舐めベロ唾液臭擦り付け（10月11日、feti072.com）
- 女子校生の汗だくムンムン激臭足爪＆爪垢臭気責め（10月30日、feti072.com）
- 【超柔Fカップ】「気持ち良すぎてもうダメ…」ヤリ捨てされたくない!!とグダる貞操観念激高美少女JDがマッチングアプリで出会ったヤリチンにイカされまくって脚腰ガクガク絶頂快楽堕ち!! えみれ（11月7日、まんまんランド）
- 主観激臭唾マニア・唾口臭吐き掛けられ淫語（11月18日、feti072.com）
- 雷010 (kmnr010)（11月20日、雷）
- マジ軟派、初撮。 1997 れい 21歳 ガソリンスタンドの店員  スタイル抜群のヘソ出し川崎ギャルをナンパ! 人懐っこい性格で男を勘違いさせる小悪魔ちゃん!!! 男の上に跨り欲望のままに腰を振る姿は必見!!（11月25日、ナンパTV）
- 日常の中の腋覗きアングル観察（11月30日、feti072.com）
- R.M (hhl080)（11月30日、素人ホイホイLOVER）
- れい (oreco538)（12月7日、俺の素人-Z-）
- れい (esdx038)（12月27日、E★素人DX）

- れいchan (srom084)（1月2日、素人まっちんぐ）
- 学生 / 鉄壁のアイドル級 同志013 (bskc040)（1月26日、アシグモ）
- れい (pchn098)（1月27日、ピクチン）
- 営業部新人社員Mさん (oremo126)（2月5日、俺の素人-Z-）
- 陸上部M130 (oremo130)（2月9日、俺の素人-Z-）
- 【美し過ぎるF乳P活娘のマキシマムサービス!!】【金より快楽優先のトップ・オブ・ムッツリ美女】【がちイキ搾精性交】しなやかなる曲線エロ肢体&あどけなさ残るビジュつよつよ美女のP活!! もちろんロハパコむーごーなしなし案件!!!! ロハ娘歓迎! 好! 5人目! みれいちゃん / 23歳 / 美乳Fcupはエロスの嵐!? 誘ったはずが… まんままと蜜壺の罠でした!! 実録!! 極上P娘との連続生挿入P活!!（2月9日、プレステージプレミアム）
- 某高級ホテルで行われた悪質カスハラSEXの証拠2名 / ヤミヤミハラスメント 03 某高級ホテル従業員2名（2月13日、ヤミヤミ）
- 合宿所で女子部員とポコったわいせつ映像 3（2月22日、AKNR）
- れぃ（3月7日、恋愛カノジョ）
- れいちゃん (skho113)（4月10日、シロウト速報）
- レイ (orena014)（4月18日、俺の素人）
- ツインテNo.1ちゃん (fuyu100)（4月21日、浮遊僧）
- 【F乳×ツインテール×妹系美少女】お金大好きビキニギャルGET! 飲ませておだててチ●ポin→ご無沙汰ボディは逆らえずイキまくり濃厚中出しSEX!! レナち（5月22日、黒船）
- ちはる & れい (spay419)（6月4日、素人ペイペイ）
- 【女風、覗いてみた】〈新規：150分コース/レイちゃん〉〈美乳&美尻の美スタイル〉女性用風俗、それは女の究極のごほうびー。ホテルの一室で露呈される、生々しいオンナの性欲。「お顔がタイプで…お写真のままだ…照」出会って2秒でメスの顔のお客様ww緊張で恥ずかしがるも、セラピストの指と舌使いに悶え…ビクビク痙攣させてすぐにイっちゃいましたww その後も続く快楽のフルコースでトロトロに熱くなったマ⚫︎コ。「舐めたい…」嬉しそうにチ⚫︎ポに吸い付くも、ついに…「ねぇ、入れちゃダメなの…? お願い…」禁断の本番行為の瞬間…! その辺歩いてる女がこんなの体験してると思うとエロいww：file.01 レイちゃん 新規 150分コース（6月15日、プレステージプレミアム）
- れいちゃん (smuh022)（6月20日、素人ムクムク-痴-）
- ちはる & れい (oreco762)（7月5日、俺の素人-Z-）
- ガス注入娘C＆M (oremo219)（7月10日、俺の素人-Z-）
- REI (sbth012)（8月9日、素人ビリーバー）
- みなみ (ntk852)（8月24日、れいわしろうと）
- れいさん (smjs052)（11月8日、素人ムクムク-職-）
- 麗衣 & 波瑠 (smjh029)（11月20日、素人ムクムク-ハーレム-）
- 有名Ti○○○kerのパパ活清楚系ビッチをハメ倒し! ホテルで密会し美女との夢の3P。（11月29日、黒船）
- REI (smjk047)（12月9日、素人ムクムク-クスリ-）

- 家まで送ってイイですか? case.262  ねこむらさん/26歳/伝説のコンカフェ嬢  【2025年新春SP】年商億超え!? 伝説のコンカフェ嬢! 【裏事情も性感帯もセフレ人数もイキ顔もハメ潮も全部見せますSP】⇒ カワイイだけでカネが舞う! トップ・オブ・コンカフェクイーン⇒電マで男を責める! 童顔でツインテールなのにSっ気もある ⇒ 高嶺の花がキス一発で落ちる! 落ちたら目がうつろ! ⇒ 自分で腰振り! 膣奥グリグリ絶頂! 泣くほど気持ちいい!（1月3日、ドキュメンTV）
- 【中出しロック】Fカップ歯科衛生士を彼女としてレンタル! 口説き落として本来禁止のエロ行為までヤリまくった一部始終を完全REC!! 水着カノジョと密着ナイトプールデートを楽しんだら、本来禁止のホテルに連れ込み秘密の恋人セックス!! 清楚系かと思いきやキスでスイッチ入ったらとんでもない発情凄テク彼女に豹変! 「外に出したら嫌だからね?」 着床不可避の足ロックで中出しを完遂させる激エロ娘!!! ところでシャンパンフェラって何??? 【レンタルカノジョ】 みれいちゃん 21歳 歯科衛生士（2月16日、プレステージプレミアム）
- ち●ぽと男はカワイイ生き物。あざとさと言う魔法で彼女持ちでも構わず喰う小悪魔。禁断の寝取りドキュメント!! カワイイを全面に出し逆ナン。「寂しい～! 一緒に居てよ♪」と上目遣いで言われれば卒倒。「こんなに勃たせちゃってカワイイ♪」見た目とは裏腹の超テクと膣圧でなま中出し搾精、キミは耐えられるか、この快感に─。【NTRリバース】 めるちゃん 25歳 コンカフェ嬢（3月9日、プレステージプレミアム）
- 【無邪気に朝生ハメ】家でリラックスしてるノーブラ彼女と、部屋着すっぴん姿で貪り合う。僕にしか絶対見せない笑顔、メス顔、イキ顔…。美乳スレンダー彼女とイチャイチャ過ごす華の金曜日。人生で一番幸せな時間を疑似体験してみませんか？お風呂上がりの綺麗なカラダを堪能する夜と、朝勃ちチ◯コでポルチオを刺激しまくりイカせ続ける朝。秘密のカップルハメ撮り投稿【半同棲カノジョ】 うみ 26歳 SE(運用保守)（4月11日、プレステージプレミアム）

### イメージビデオ -DVD-
- 恋する制フレ!（2023年6月28日、スパイスビジュアル）※「宮田千尋」名義

### イメージビデオ -配信-
- カースト上位女子と教室で二人きりになったらどうなる！？スクールコス（2024年1月26日、デジグラ）
- 言葉責めと緩急がありしなやかに動く足のコラボがやばすぎる！足フェチ（2024年2月6日、デジグラ）
- 今回の担当は誰かな？ワクワクのブラジャー紹介 訪問販売編（2024年3月4日、デジグラ）
- 怒った顔、恥ずかしがる顔…表情豊かで可愛いメイドさん！（2024年3月17日、デジグラ）
- 純白花嫁を乱したい ウェディングドレス（2024年3月27日、デジグラ）
- くねくねする腰と食い込むパンツ！お尻と太ももの動きが絶景すぎるウォーキング（2024年4月9日、デジグラ）
- がんばれがんばれ！応援の為ならどこでも見せちゃうチアリーダー（2024年4月21日、デジグラ）
- 公園でいつも見かける可愛い女性とエッチで大興奮な展開に…　妄想パンチラ（2024年5月2日、デジグラ）
- 尻フェチ（2025年4月2日、デジグラ）

### デジタル写真集
2023年
- レースクイーンの裏側（4月15日、MILU写真集）
- Exciting Girls（7月29日、文友舎、撮影：前村竜二）
- 羽衣をまとって（9月1日、プレステージ出版、撮影：C:TAKERU）※【グラビア写真集】と【ヌード写真集】の2種類あり。
- 澄んだ瞳、美しき肌（10月13日、プレステージ出版、撮影：C:TAKERU）※【グラビア写真集】と【ヌード写真集】 の2種類あり。
- 彼氏になってみる？（11月29日、バンビプロモーション、撮影：門嶋淳矢）

2024年　
- DokkiriQueen 美澄玲衣（9月12日、シーガル）
- DokkiriQueen 美澄玲衣 B（12月19日、シーガル）

## 出演

### YouTube
- サウナ女子。高熱に耐えながらサウナで合体。命懸けで行為を行う理由。美澄玲衣と小島みなみの共通の快感。（2023年6月20日、はだかいっかん!）
- 許せない行為。撮影で男優が取った行動に出演者全員憤慨。美澄玲衣がこじみなとの願望を告白。今夜のおかず（2023年6月23日、はだかいっかん!）
- 装弩戦隊ゴウケンゴー（2025年7月11日 - 8月1日、ギガ特撮チャンネル） - 花/ピンクケンゴウ 役[8]

### オリジナルビデオ
- HIROINEアクションピンチ 忍び捜査官アイカ（2024年4月26日、ZENピクチャーズ）- 忍び捜査官アイカ / 白百合愛 役[9]

### 舞台
- GIGA スーパーヒロインライブ Vol.22（2024年10月5日、東京・from scratch）- 魔法皇女アイ/オーロラ 役[10]
- GIGAスーパーヒロインライブVol.27（2025年4月5日、東京・from scratch）[11]
- GIGA30周年スーパーヒロインライブ2Days（2025年6月28日、東京・from scratch）- インスペクター/ホワイトバニー 役

### ラジオ
- CロナRADIO - ゲスト出演
  - 第18回（2024年3月14日）、第34回（2024年5月10日）、第55回（2024年7月31日）、第73回（2024年10月31日）、第116回（2025年5月9日）